# MATE
MATE é um ambiente de desktop derivado do GNOME. Foi criado devido à mudança "agressiva" de visual do seu sucessor, GNOME 3, que não agradou a todos. Pode ser descrito como a continuação do GNOME 2, com os recursos do GNOME 3, mas com o visual intuitivo e tradicional de sua versão anterior e utiliza somente a biblioteca GTK+ 3 desde a versão 1.18.

## Nome
O nome vem da planta sul-americana erva-mate e da bebida feita a partir da erva, mate (chimarrão). Originalmente, o nome utilizava todas as letras maiúsculas para seguir a nomenclatura de outros ambientes de desktop de Software Livre, como KDE e LXDE. O acrônimo recursivo retroacrônimo "MATE Advanced Traditional Environment" foi posteriormente adotado pela maioria da comunidade MATE, novamente no espírito do Software Livre como GNU ("GNU's Not Unix!" ). O uso de um novo nome, em vez do GNOME, evita conflitos de nomeação com componentes GNOME 3.

## Aplicativos
Vários aplicativos do GNOME foram ramificados e renomeados:
- Caja – gerenciador de arquivos (Nautilus)
- Pluma – editor de texto (Gedit)
- Eye of MATE – visualizador de imagens (Eye of GNOME)
- Atril – visualizador de documentos (Evince)
- Engrampa – compactador e descompactador de arquivos (File Roller)
- MATE Terminal – emulador de terminal (GNOME Terminal)
- Marco – Gerenciador de janela (Metacity)

## Desenvolvimento

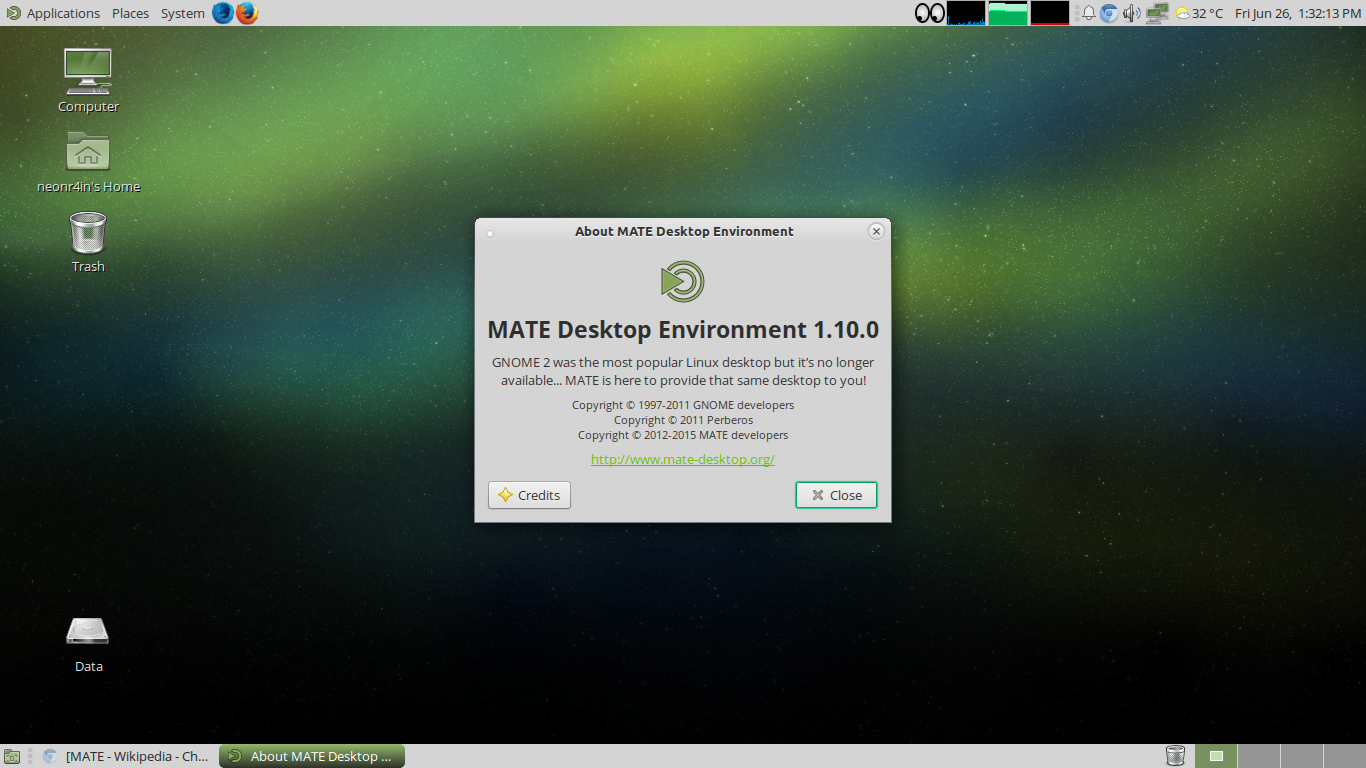
MATE 1.10 no Manjaro Linux, versão GTK+3.

O MATE suporta totalmente o framework de aplicações GTK+ 3. O projeto é apoiado pelo desenvolvedor líder do Ubuntu MATE, Martin Wimpress, e pela equipe de desenvolvimento do Linux Mint:
"Consideramos o MATE mais um outro desktop, assim como o KDE, GNOME 3, Xfce, etc... e com base na popularidade do GNOME 2 nas versões anteriores do Linux Mint, estamos dedicados a apoiá-lo e ajudá-lo a melhorar. O ambiente de desktop Linux mais popular era, e sem dúvida é, o GNOME 2."
Novos recursos foram adicionados ao Caja, como desfazer/refazer e visualização de diferenças(diff) para substituições de arquivos.
O MATE 1.6 remove algumas bibliotecas obsoletas, passando de mate-conf (um fork do GConf) para GSettings e de mate-corba (um fork do Bonobo do GNOME) para o D-Bus.

## Histórico de lançamentos
| Data       | Versão                           |
| ---------- | -------------------------------- |
| 2011-06-18 | Anunciado no fórum do Arch Linux |
| 2011-08-19 | Primeiro lançamento              |
| 2012-04-16 | 1.2                              |
| 2012-07-30 | 1.4                              |
| 2013-04-02 | 1.6                              |
| 2014-03-04 | 1.8                              |
| 2014-09-29 | 1.8.1                            |
| 2015-03-13 | 1.8.2                            |
| 2015-06-11 | 1.10                             |
| 2015-11-05 | 1.12                             |
| 2016-04-08 | 1.14                             |
| 2016-09-21 | 1.16                             |
| 2017-03-13 | 1.18                             |
| 2018-02-07 | 1.20                             |
| 2019-03-18 | 1.22                             |
| 2020-02-10 | 1.24                             |
| 2021-08-03 | 1.26                             |

## Sistemas operacionais que suportam o MATE
É fornecido oficialmente em mais de 50 distribuições:
- AbulÉdu
- Alpine Linux
- ALT Linux
- Antergos
- AOSC
- Arch Linux
- AryaLinux
- Black Lab Linux
- CAINE
- Canaima GNU/Linux
- Calculate Linux
- Debian
- Devuan GNU+Linux
- DragonflyBSD
- Fedora
- FreeBSD
- Frugalware
- GeckoLinux
- Gentoo
- GhostBSD
- GNU GuixSD
- Kali Linux
- Korora Project
- Linux Mint
- LinuxBBQ
- LinuxConsole
- LliureX
- Mageia
- Manjaro
- MAX: Madrid Linux
- NetBSD
- Network Security Toolkit
- NuTyX
- openSUSE
- OpenIndiana
- Parabola GNU/Linux-libre
- Parrot Security OS
- PCLinuxOS
- Peach OSI
- Pearl Linux OS
- Plamo Linux
- PLD Linux
- Point Linux
- Plop Linux
- Porteus
- Rebellin Linux
- Revenge OS
- ROSA
- Sabayon
- Salix OS
- SharkLinux
- siduction
- SparkyLinux
- Solus
- TalkingArch
- Trisquel GNU/Linux
- TrueOS
- Ubuntu MATE
- Ubuntu DesktopPack
- Ultimate Edition
- Uruk GNU/Linux
- Vector Linux
- Vinux
- Void Linux

## Galeria

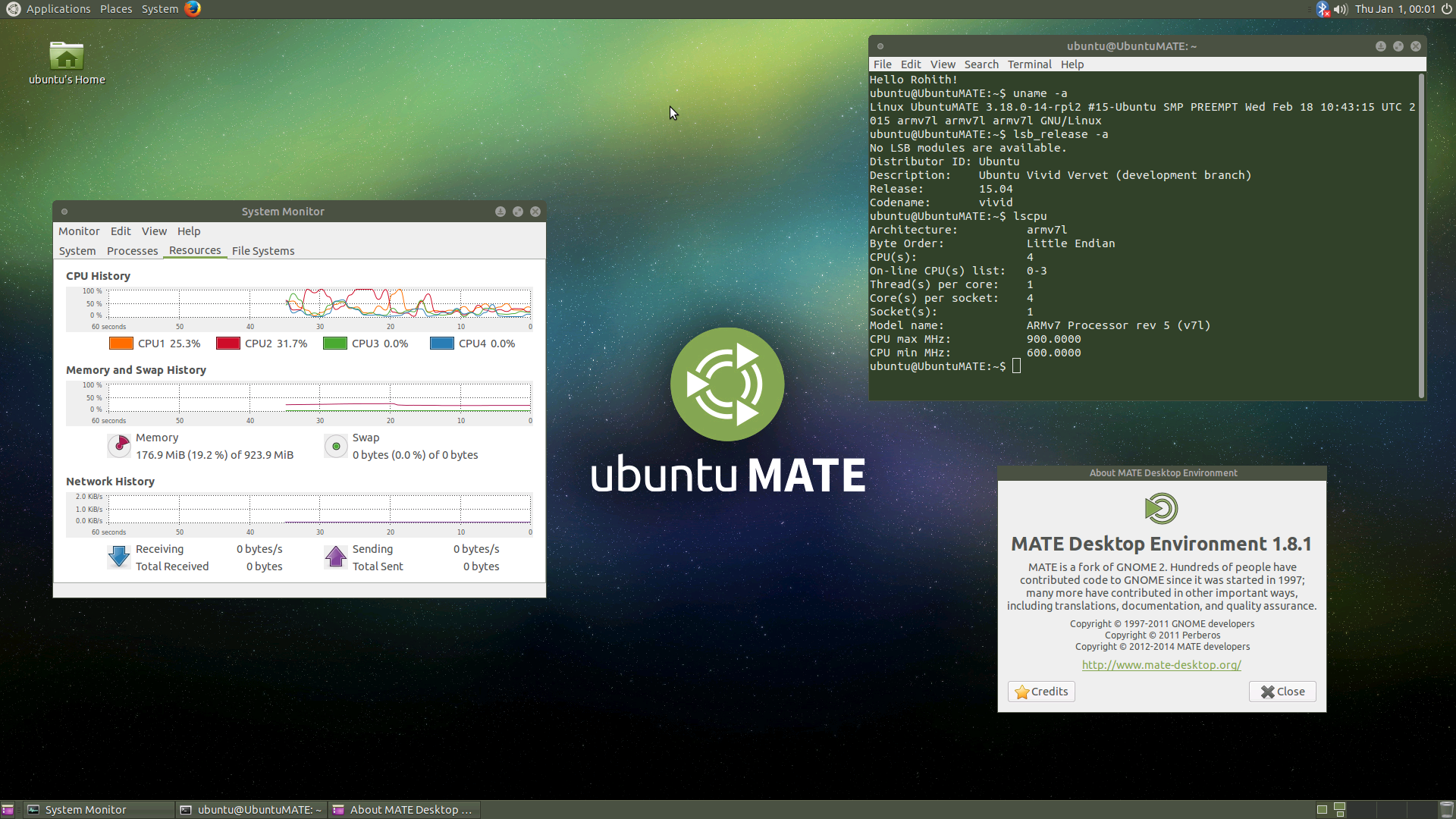
Ubuntu-Mate 15.04
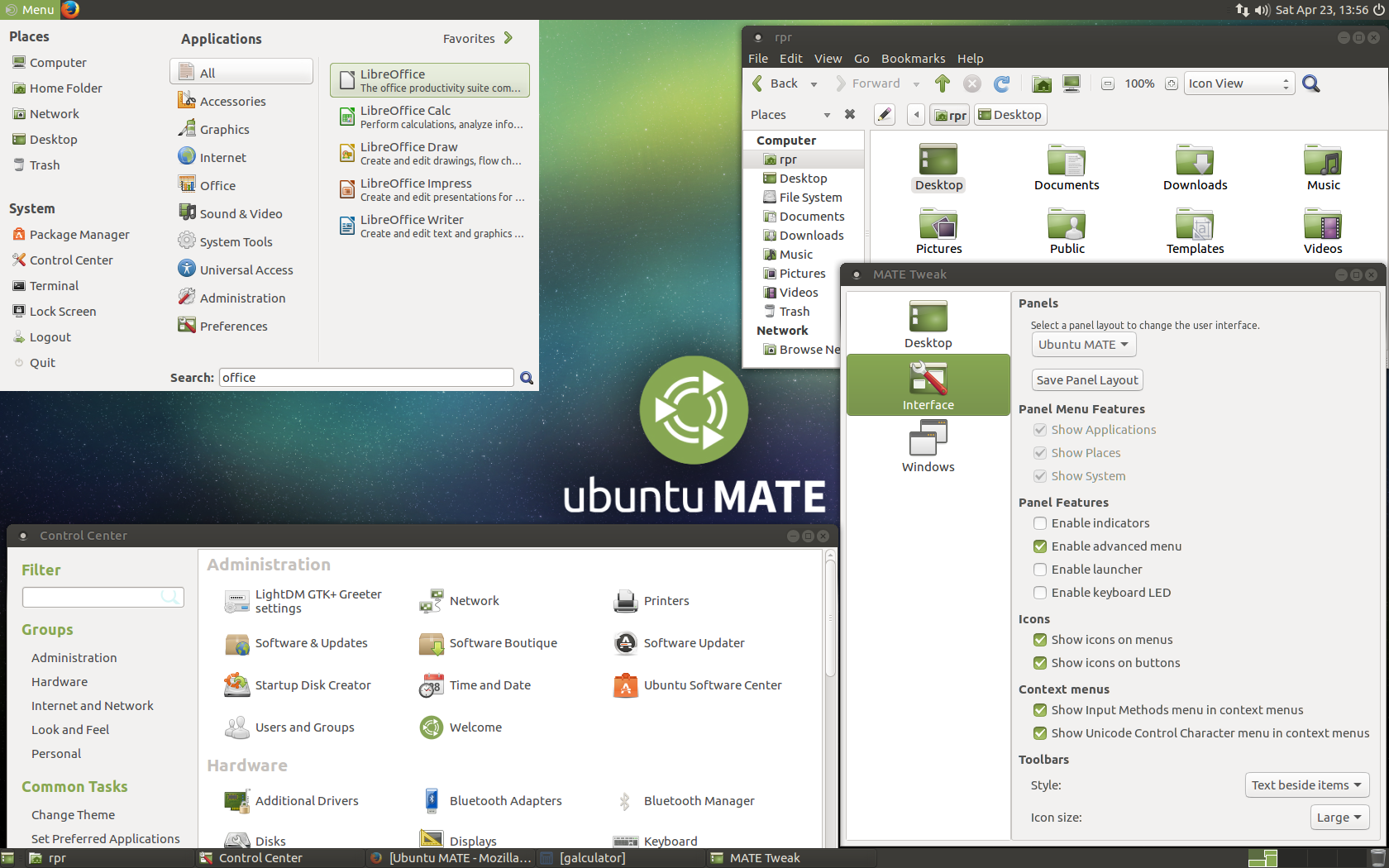
Ubuntu MATE 16.04
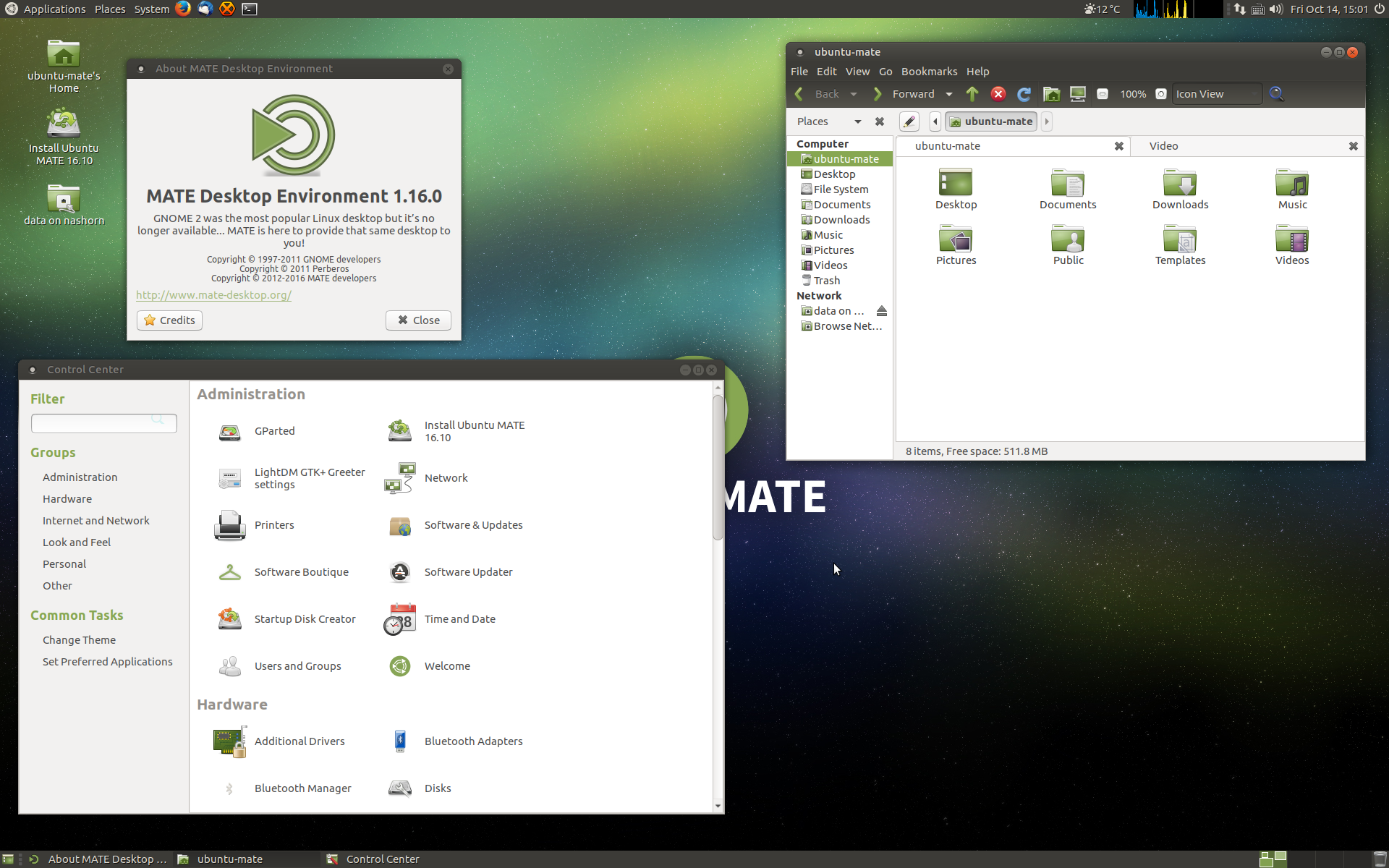
Ubuntu MATE 16.10
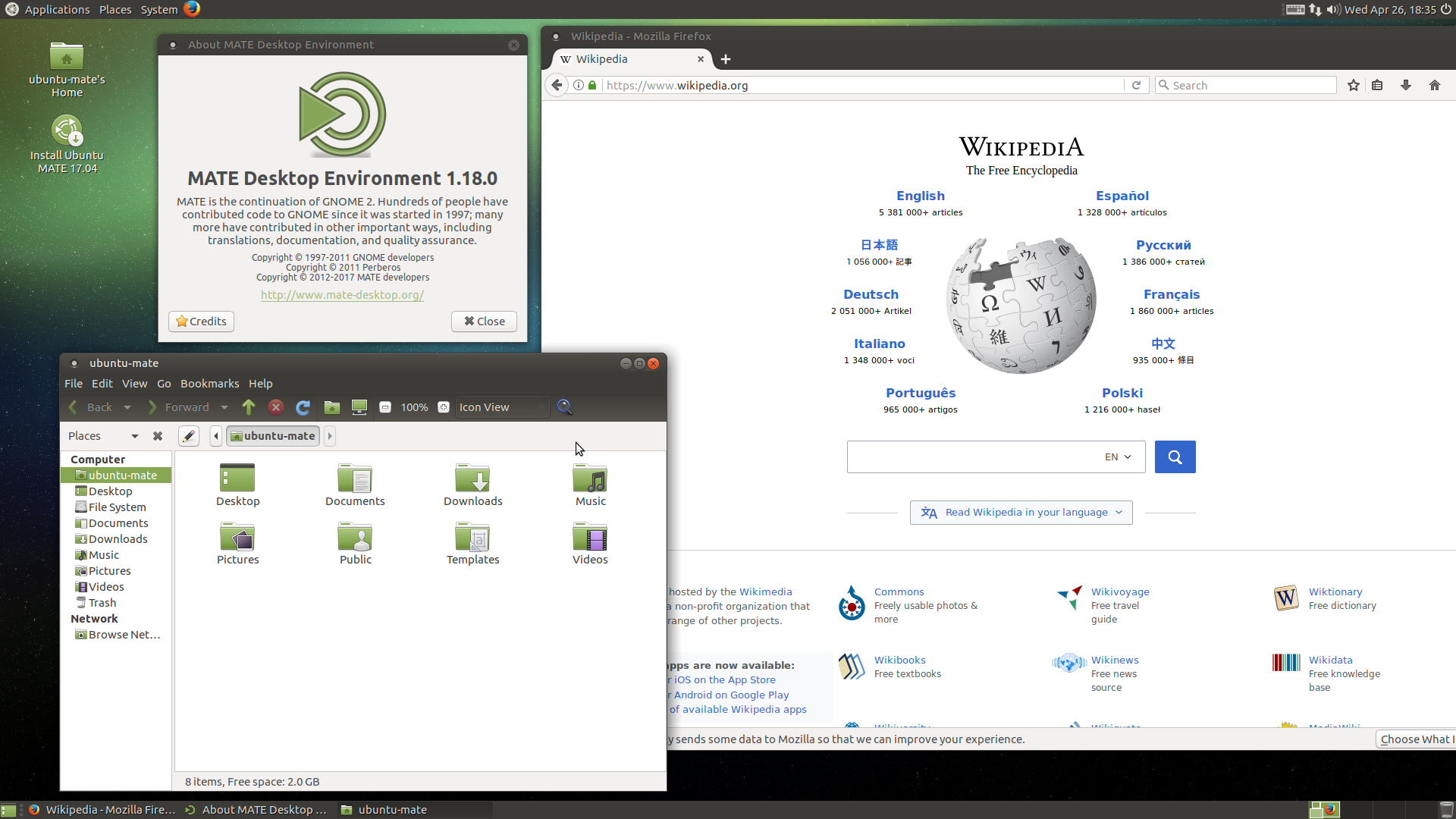
Ubuntu MATE 17.04
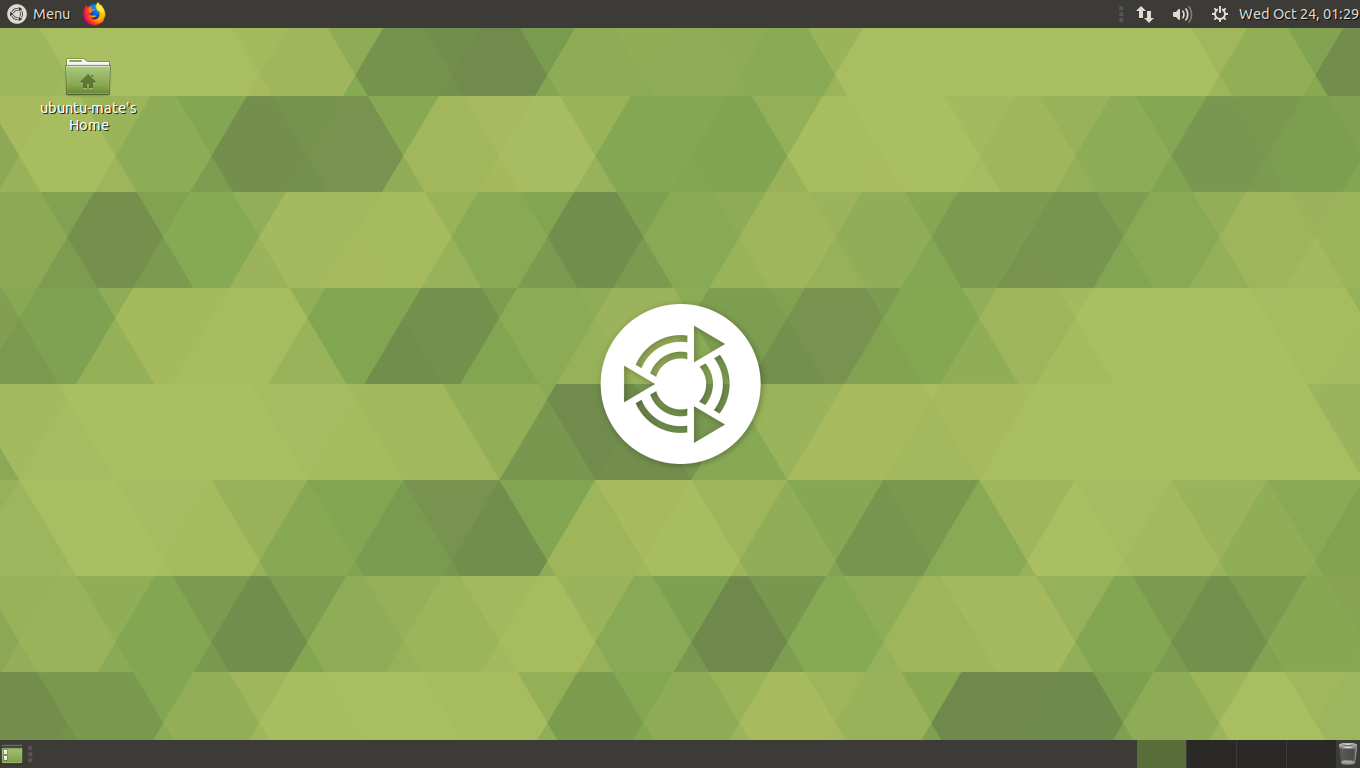
Ubuntu MATE 18.10
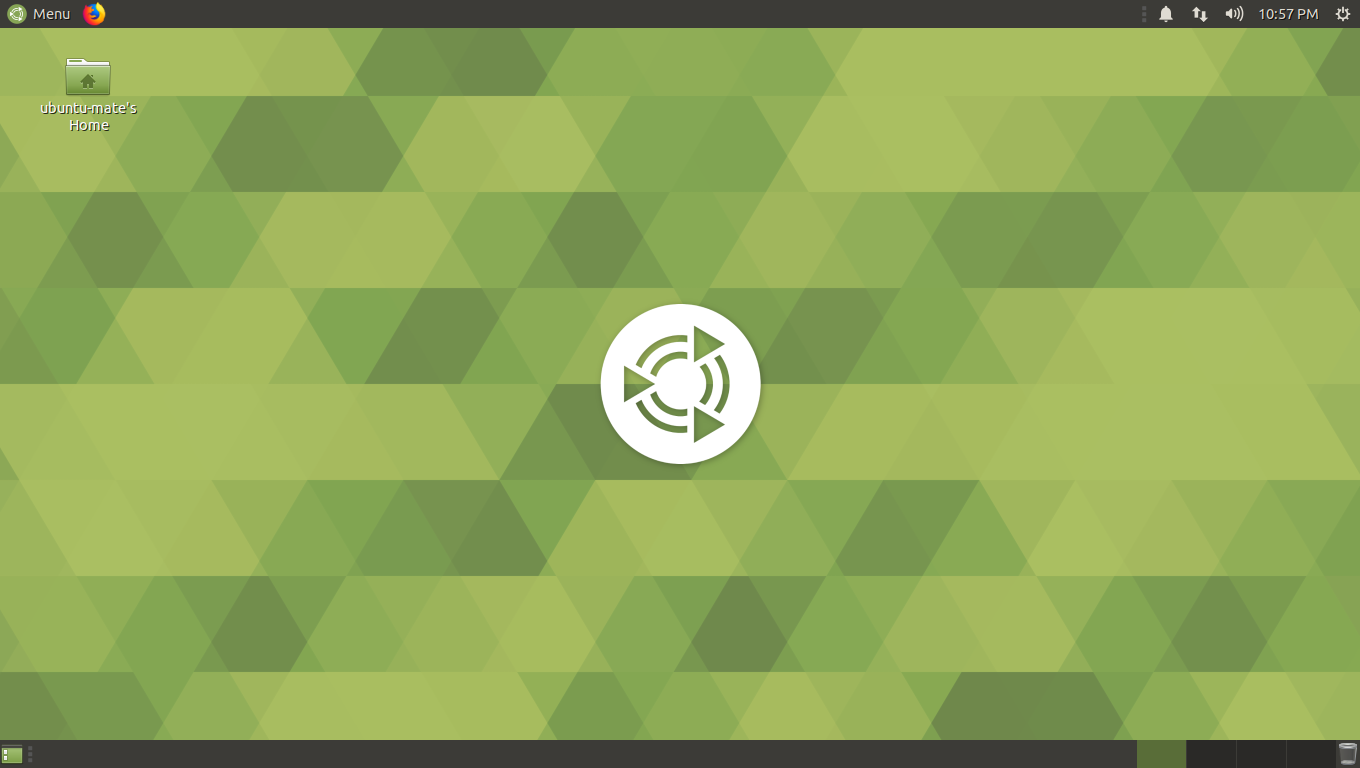
Ubuntu MATE 19.10
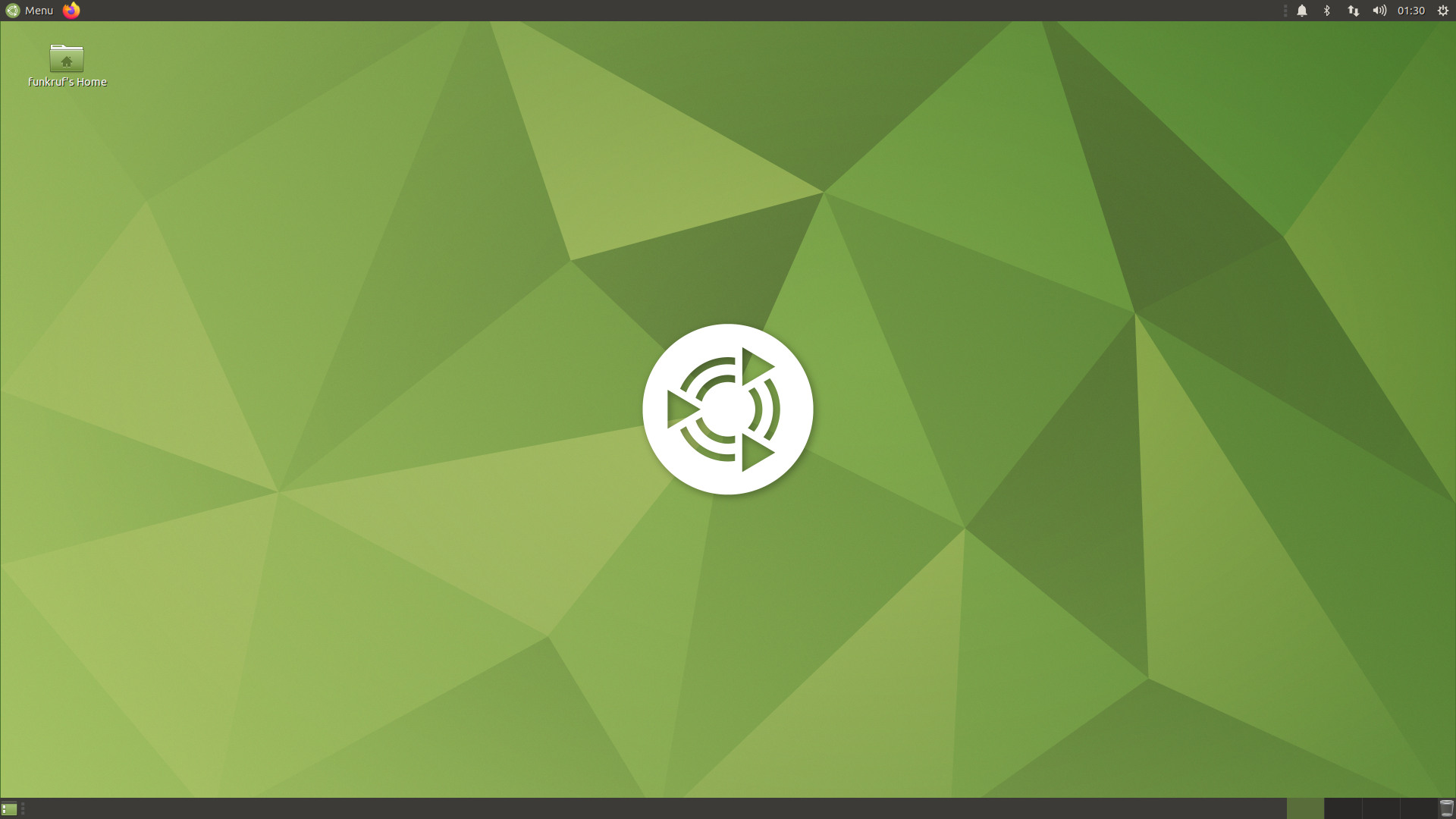
Ubuntu MATE 20.04
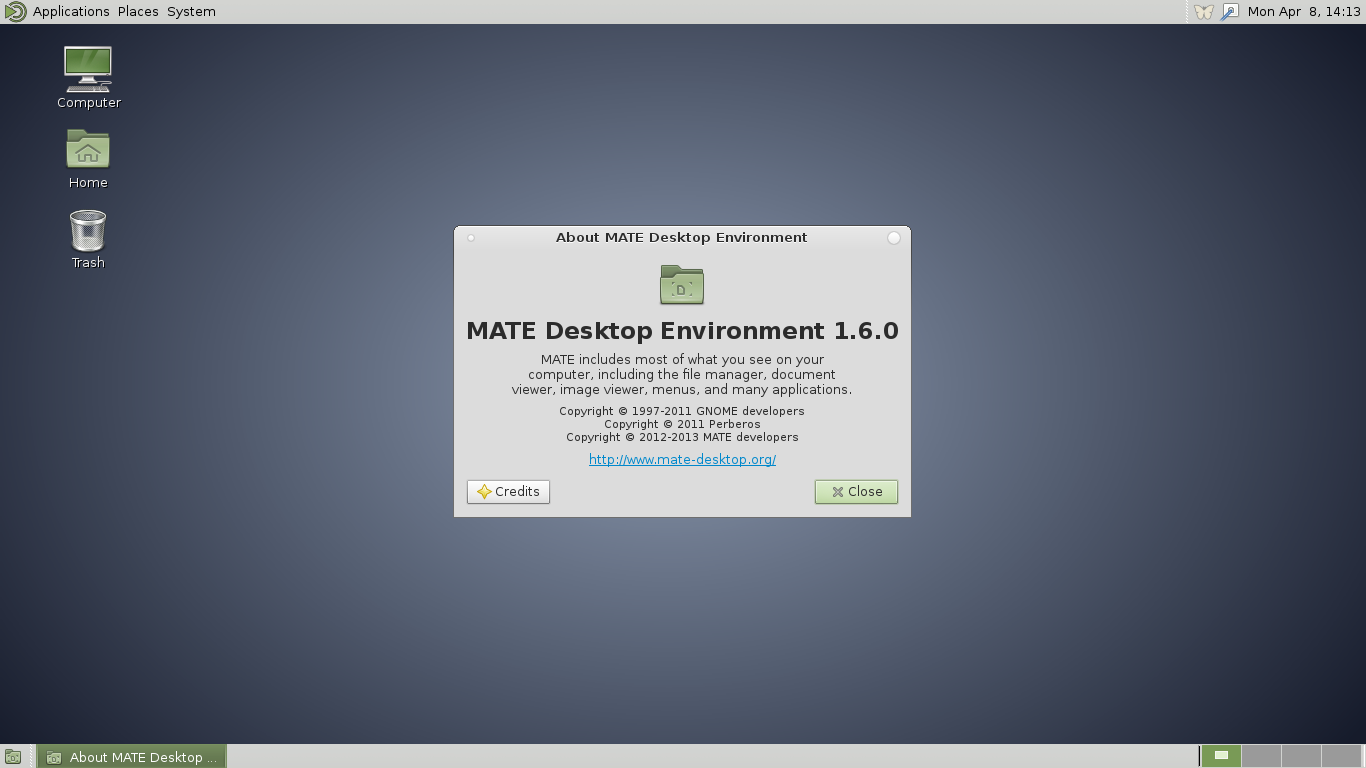
Debian 7
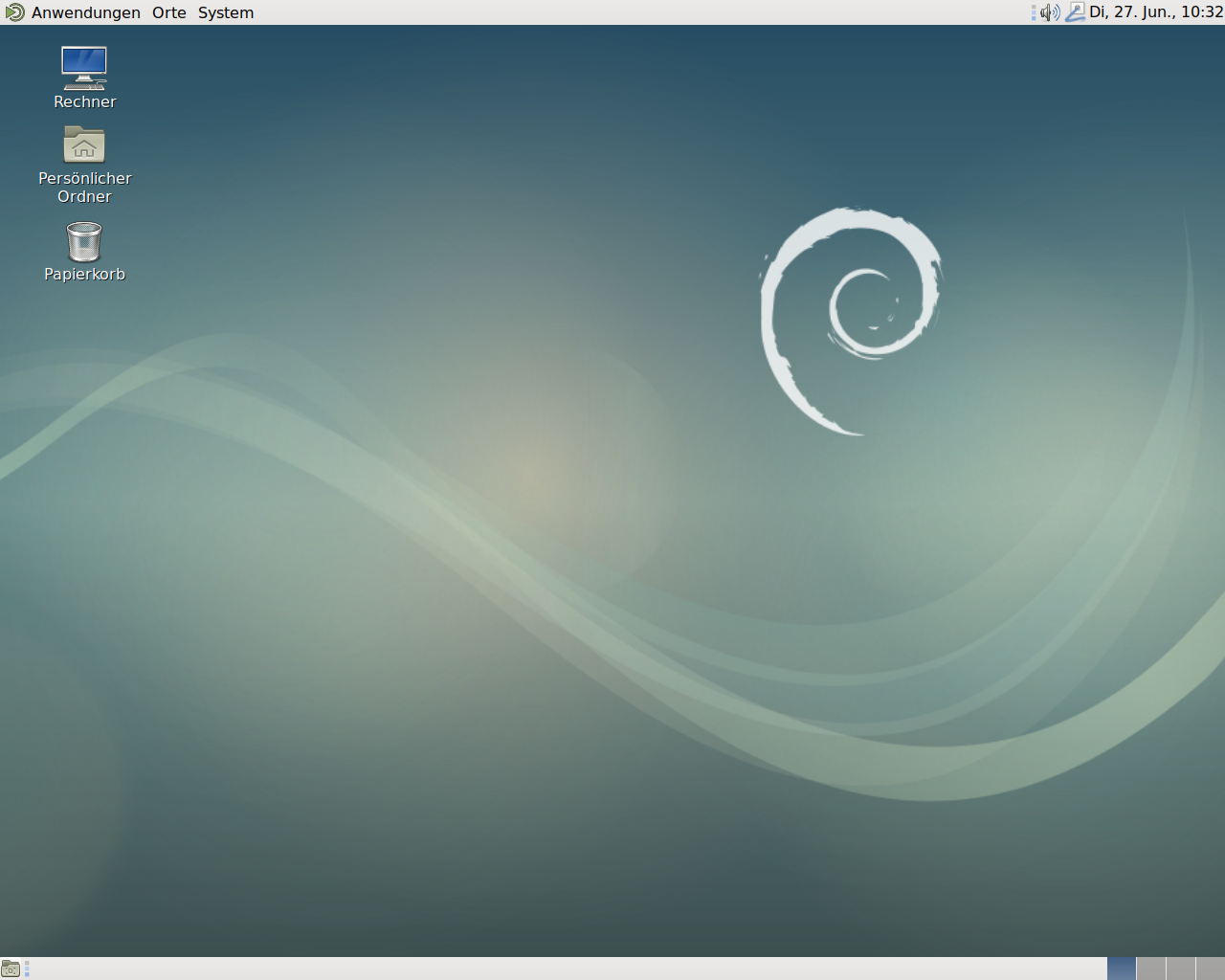
Debian 9
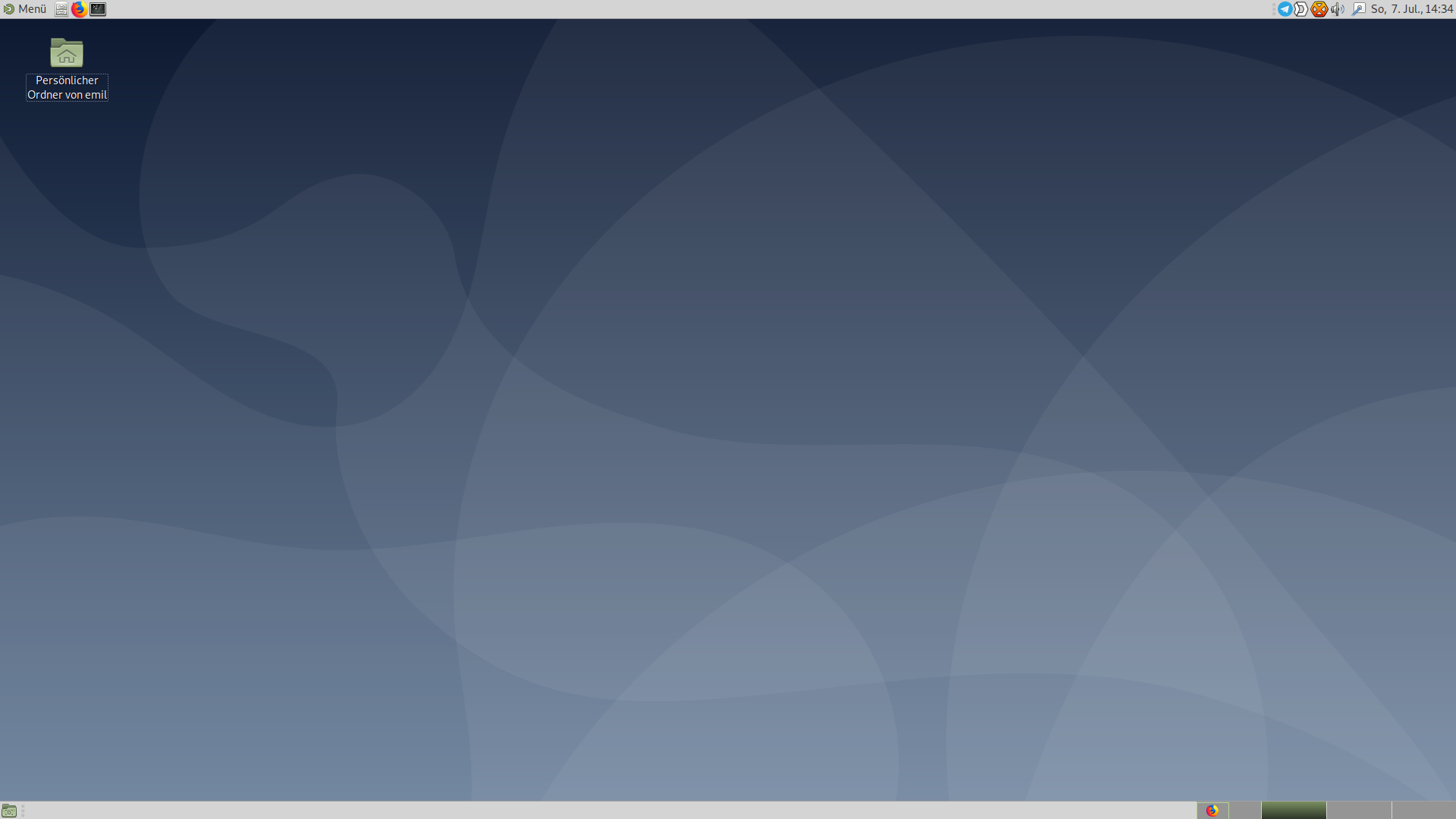
Debian 10
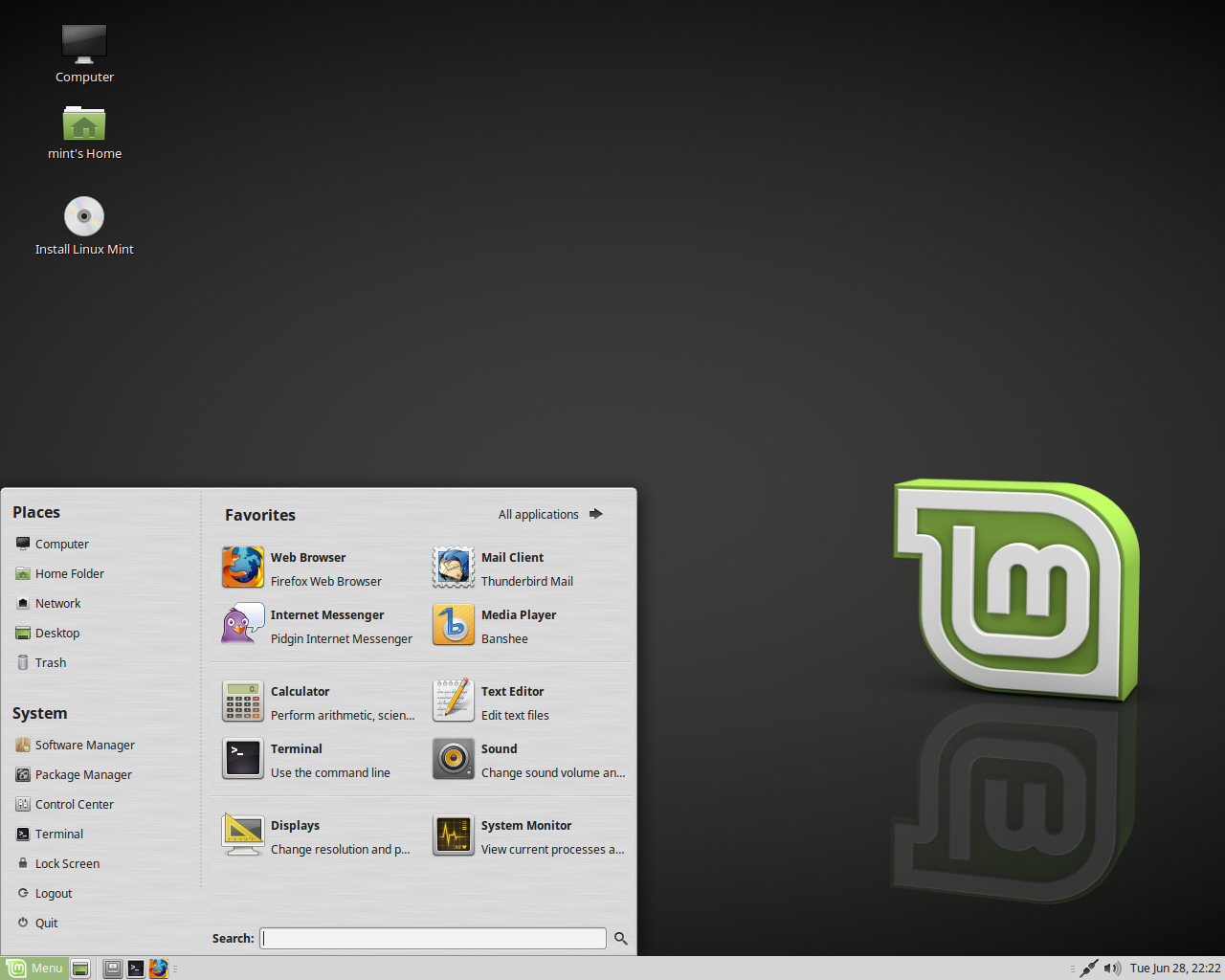
Linux Mint MATE 18
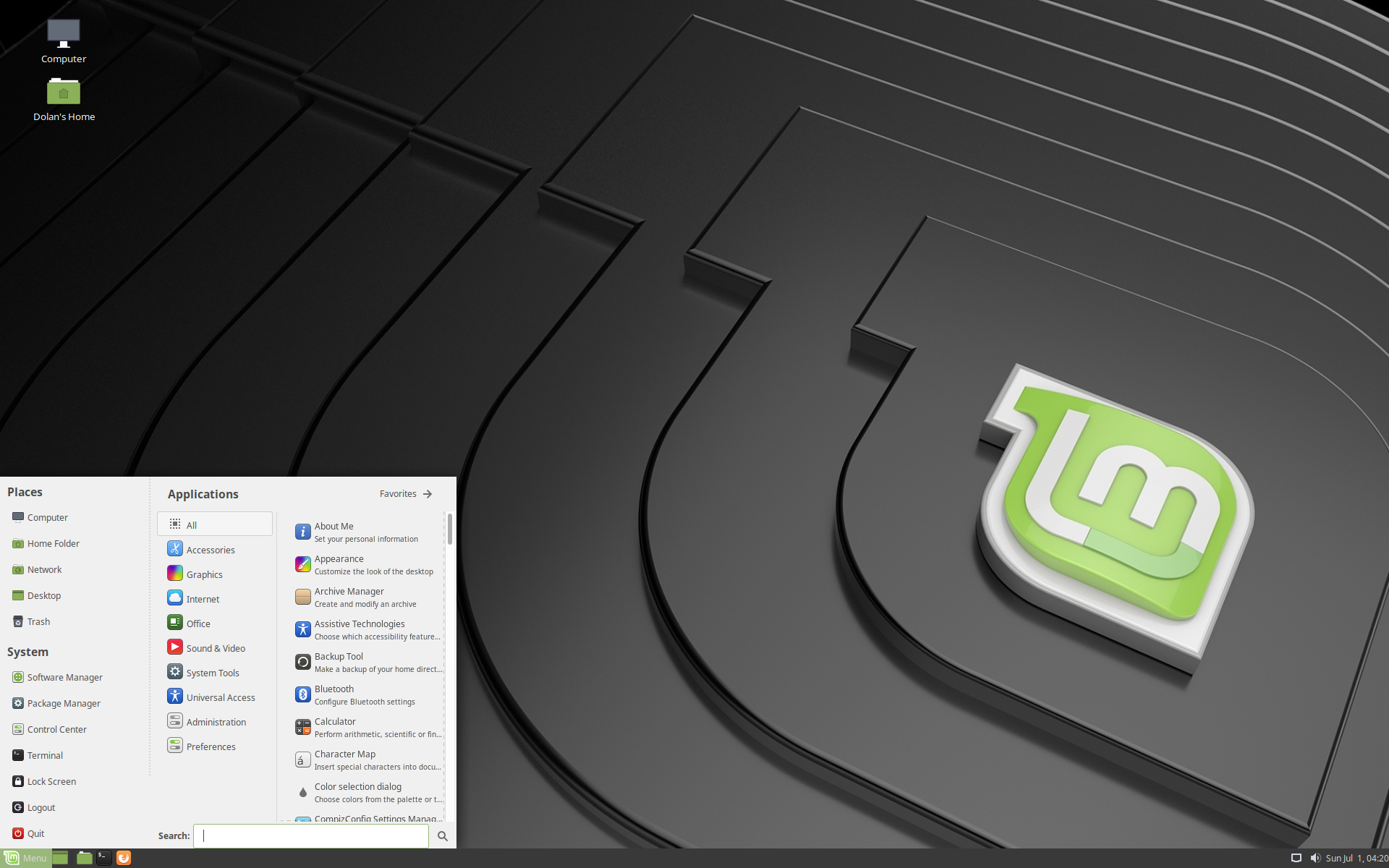
Linux Mint MATE 19
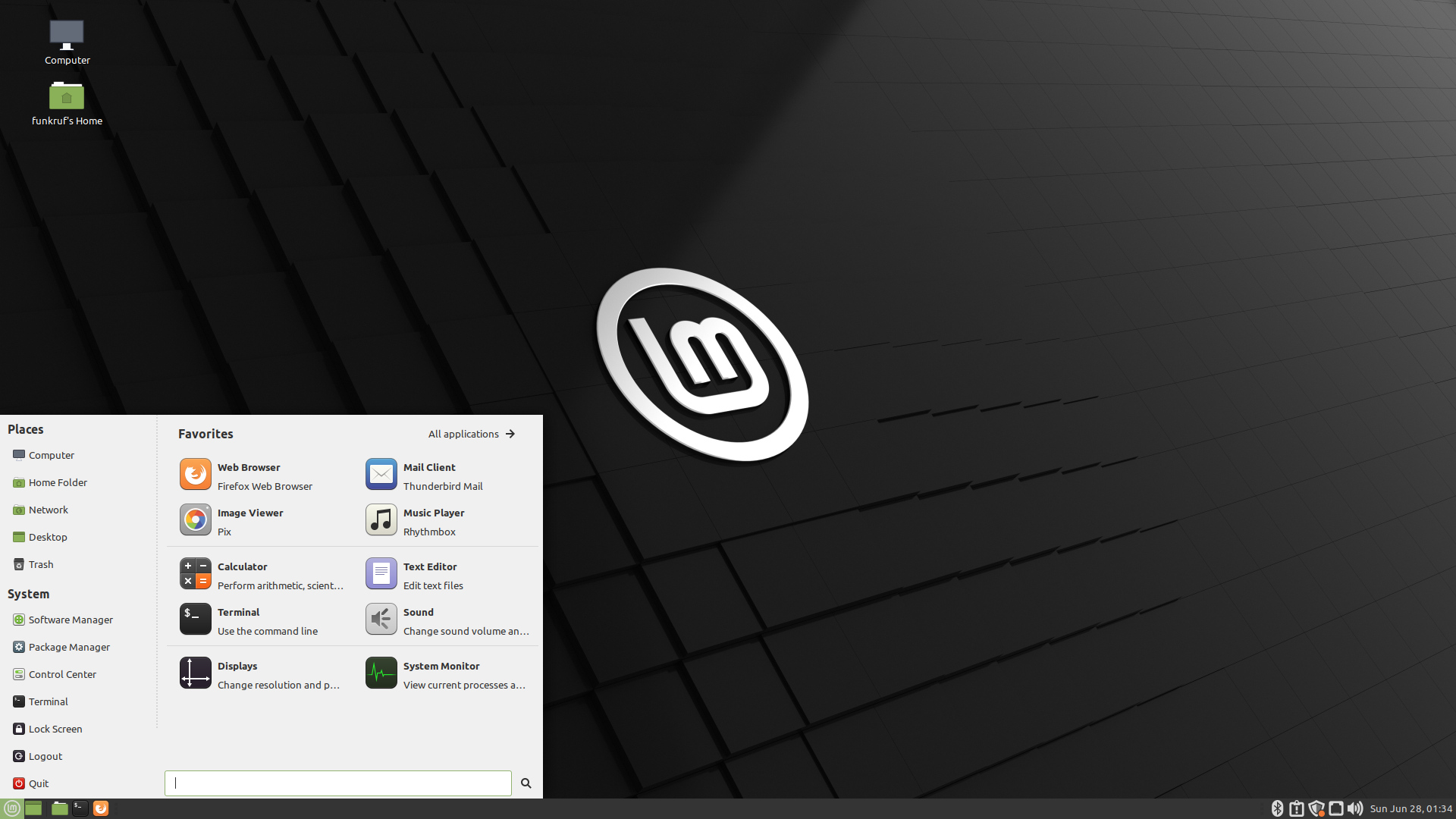
Linux Mint MATE 20
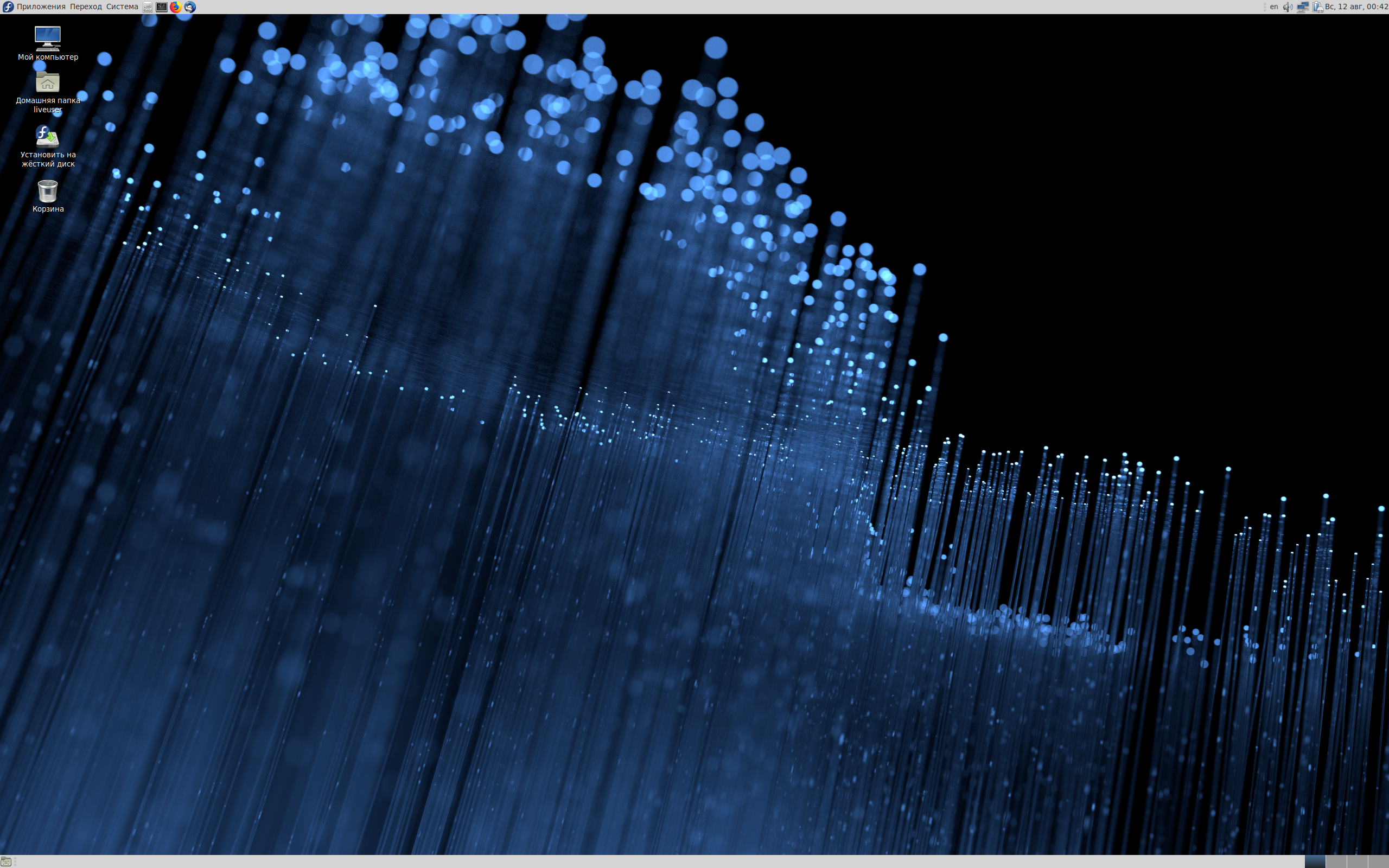
Fedora 28
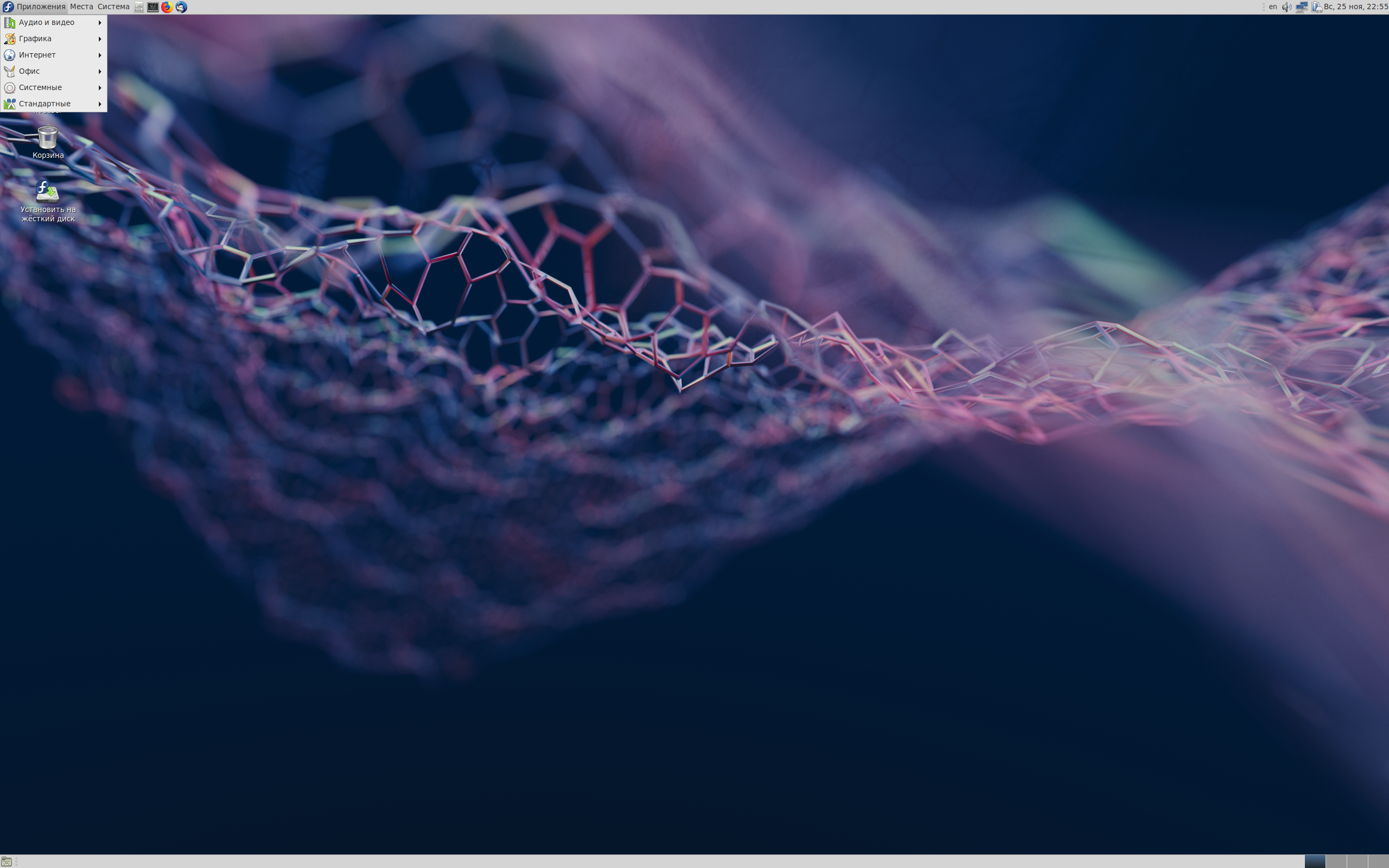
Fedora 29